# Административное деление Российской империи на 1 января 1796 года
Российская империя по состоянию на 1 (12) января 1796 года делилась на наместничества, губернии, области и уезды
- общее число наместничеств — 46
- общее число губерний — 3
- общее число областей на правах наместничества — 1
- столица — город Санкт-Петербург
- отличия от 5 мая 1785 года:
- вновь образованы:

1. Брацлавское наместничество (1793 год)
2. Виленское наместничество (1796 год)
3. Вознесенское наместничество (1795 год)
4. Волынское наместничество (1795 год) — из части Изяславского наместничества
5. Изяславское наместничество (1793 год) — в 1795 году разделено на Волынское и Подольское наместничества
6. Курляндское наместничество (1795 год)
7. Минское наместничество (1793 год)
8. Подольское наместничество (1795 год) — из части Изяславского наместничества
9. Слонимское наместничество (1796 год)

- упразднены:

1. Изяславское наместничество (1795 год) — разделено на Волынское и Подольское наместничества (образовано в 1793 году)

- переименованы:

1. 1. Ольвиопольский уезд Екатеринославского наместничества (с 1795 — Вознесенского) в Новомиргородский уезд

- список губерний:

1. Московская
2. Псковская
3. Санкт-Петербургская

- список наместничеств:

1. Архангельское
2. Брацлавское
3. Виленское
4. Владимирское
5. Вознесенское
  1. Александрийский уезд (из Екатеринославского наместничества 13 (24) июня 1795 года)
  2. Елизаветградский уезд (из Екатеринославского наместничества 13 июня 1795 года)
  3. Новомиргородский уезд (из Екатеринославского наместничества 13 июня 1795 года)
6. Вологодское
7. Волынское (центр — Новоград-Волынский)
8. Воронежское
9. Выборгское
10. Вятское
11. Екатеринославское (центр — Екатеринослав, с 1792 года — земли между Южным Бугом и Днестром по Ясскому миру):
  1. Алексопольский уезд
  2. Бахмутский уезд
  3. Градижский уезд
  4. Донецкий уезд
  5. Екатеринославский уезд
  6. Константиноградский уезд
  7. Кременчугский уезд
  8. Мариупольский уезд
  9. Новомосковский уезд
  10. Павлоградский уезд
  11. Полтавский уезд
  12. Славянский уезд
  13. Херсонский уезд
12. Иркутское
13. Кавказское
14. Казанское
15. Калужское
16. Киевское
17. Колыванское
18. Костромское
19. Курляндское (центр — Митава)
20. Курское
21. Минское
22. Могилёвское
23. Нижегородское
24. Новгород-Северское
25. Новгородское
26. Олонецкое
27. Орловское
28. Пензенское
29. Пермское
30. Подольское (центр — Каменец-Подольский)
31. Полоцкое
32. Ревельское
33. Рижское
34. Рязанское
35. Саратовское
36. Симбирское
37. Слонимское
38. Смоленское
39. Тамбовское
40. Тверское
41. Тобольское
42. Тульское
43. Уфимское
44. Харьковское
45. Черниговское
46. Ярославское

- список областей:

1. Таврическая
2. Жилища донских казаков